# Peskovci
Peskovci – wieś w Słowenii, w gminie Gornji Petrovci. W 2018 roku liczyła 74 mieszkańców.